# U mä
u_mä és un grup de música de Barcelona format per Pau Vallvé i Maria Coma.
El seu primer i únic disc, que porta el nom del grup, apareix l'any 2007. Ells mateixos descriuen el disc com una mescla de nostàlgia, natura i "fet a casa" amb una sonoritat molt familiar. Els seus membres enregistren els instruments en temps real en aparells repetidors amb l'objectiu de crear les bases de les cançons; sobre, hi enregistren les veus.
Ells mateixos fan les webs i els videoclips del grup. La seva música està influenciada per artistes com Radiohead, Björk o Joanna Newsom, entre d'altres. Fins i tot versionen alguns dels temes d'aquests artistes en els seus concerts. El grup és un dels molts projectes dels seus components, ja que també componen música per cinema, publicitat i televisió. A part d'U_mä, Pau i Maria tenen projectes musicals en solitari. El 2009, tocaren al Festinoval i a la Nuifest.

## Formació
- Maria Coma: Teclat, cítara, ambients sonors i veu.
- Pau Vallvé: Guitarra, loopejador, bateria, cítara i veu.
- Joan Vallvé: Bateria, clarinet, carilló, baix, coros, etc.
- Carles "Campi" Campon: Baix, tenori-on, serrucho, theremin, autoarpa, caos pad, percussions i cors.

## Discografia
| Any  | Nom                                                      | Dades                                          |
| ---- | -------------------------------------------------------- | ---------------------------------------------- |
| 2007 | u_mä                                                     | - Publicació: - Discogràfica: Error Lo-Fi      |
| 2009 | u_mä (reedició especial amb una cançó nova i videoclips) | - Publicació: - Discogràfica: Amniòtic Records |

### u_mä
| Núm. | Títol                             | Durada |
| ---- | --------------------------------- | ------ |
| 1.   | «Efecte dominó»                   | 1:56   |
| 2.   | «Adéu»                            | 7:18   |
| 3.   | «Blanc»                           | 1:18   |
| 4.   | «Escarbats»                       | 5:26   |
| 5.   | «L'hospital per animals (anímic)» | 1:34   |
| 6.   | «Miau»                            | 3:53   |
| 7.   | «Por»                             | 3:25   |
| 8.   | «Nocturn nº1 (Frédéric Chopin)»   | 2:14   |
| 9.   | «26»                              | 5:22   |
| 10.  | «Cassets»                         | 4:05   |
| 11.  | «Migranya»                        | 4:15   |
| 12.  | «µ»                               | 2:33   |
| 13.  | «Estiu»                           | 8:00   |